# Landschaftsschutzgebiet Oldehave
Das Landschaftsschutzgebiet Oldehave ist ein Landschaftsschutzgebiet im Landkreis Aurich des Bundeslandes Niedersachsen. Es trägt die Nummer LSG AUR 00013 und liegt vollständig auf dem Gebiet der Gemeinde Großefehn.

## Beschreibung des Gebiets
Das 1975 ausgewiesene Landschaftsschutzgebiet umfasst eine Fläche von 7,41 Quadratkilometern und wird von den Straßen Auricher Landstraße (B 436), (B 72), Voerstadt (B 436) Mühlenstraße (K133) sowie der Fiebinger Straße (K 107) begrenzt.
Die Niederung mit dem geschlängelten Verlauf des Bagbander Tiefs vermittelt nach Ansicht des Landkreises Aurich einen „Bezug zur Landschaftsgeschichte.“

## Schutzzweck
Genereller Schutzzweck ist die „Erhaltung und Entwicklung einer reizvoll geprägten Kulturlandschaft mit kleinparzellierten Nutzflächen, Wallhecken und unbefestigten Sandwegen.“

Mäander des Bagbander Tiefs im Landschaftsschutzgebiet Oldehave östlich von Bagband